# Søren Petersen
Søren Petersen (n. 6 decembrie 1894, Kolding, Vejle County⁠(d), Danemarca – d. 1945, Belgia) a fost un boxer ce a reprezentat Danemarca, medaliat olimpic. A participat la 2 ediții ale Jocurilor Olimpice (1920, 1924) în care a câștigat două medalii de argint.